# Pfandrecht
Das Pfandrecht ist ein beschränkt dingliches Recht des Pfandgläubigers an einer Sache oder an einem Recht, das regelmäßig zu dem Zweck bestellt wird, eine offene Forderung des Pfandgläubigers zu sichern. Zahlt der Schuldner der Forderung nicht. sodass der Gläubiger aus dem besicherten Vertrag ausfällt, kann dieser stattdessen den Pfandgegenstand verwerten, um sich aus dem Erlös daraus zu befriedigen.

## Geschichte
Das Pfandrecht geht auf das Zwölftafelgesetz aus dem 5. Jahrhundert v. Chr. zurück. Die erste Bedeutung war die des Faustpfands (pignus). Bereits im römischen Recht galt es als akzessorisches, beschränkt dingliches Recht; es hing somit vom Bestand der zu sichernden Forderung ab. Da der Gläubiger üblicherweise zur Fälligkeit der Forderung eine Verfallsklausel vereinbarte, konnte er ab dem Zeitpunkt ein Verwertungsrecht am Gegenstand geltend machen. Gleiches galt für die Sicherungsübereignung (fiducia cum creditore), die ebenfalls pfandrechtlichen Sicherungen diente, wenngleich der Sicherungsnehmer wie im heutigen modernen Recht Volleigentümer des Pfandgegenstandes wurde. Die Verwertung wurde in beiden Fällen mittels der actio Serviana (später auch actio pigneraticia (in rem) genannt) durchgesetzt. Die bis in die klassische Kaiserzeit allgegenwärtige zivilrechtliche Sicherungsübereignung verlor sich in der Spätantike und war ebenso wie die Mancipation in den Digesten bereits getilgt. Aus den römischen Ostprovinzen gelangte unter Kaiser Julian später noch das besitzlose Pfandrecht (hypotheca) nach Rom. Dieses wurde ohne Übergabe der Sache vereinbart.
Neben die Verfallsklausel trat schon während der Zeit der Republik eine römische Kreation, das Verkaufspfand (pactum de vendendo). Für den Schuldner war es insoweit günstiger als eine Verwertung, als der durch den Verkauf anfallende Überschuss (superfluum) an den Verpfänder ausgekehrt werden konnte. Ausweislich des Codex Iustinianus (wie die Digesten Bestandteil des später so genannten Corpus iuris civilis) verbot Kaiser Konstantin zum Schutze des Pfandbestellers 320 n. Chr. das Verfallspfand. Dabei blieb es auch in Zeiten der iustinianischen Rechtgebung.
Friedrich Kluge ging für den deutschen Wortursprung des Pfandes vom Gleichgewicht (pondus) aus, denn das althochdeutsche „pfant“ beschrieb ein Gegengewicht (zu Schulden). Bereits die preußische „Hypothec- und Concurs-Ordnung“ von 1722 übernahm das römische Faustpfandprinzip. Der Begriff Pfandrecht tauchte dann erstmals 1741 in Johann Leonhard Frischs Wörterbuch auf. Vom „Unterpfand“ ist 1756 im Codex Maximilianeus Bavaricus Civilis die Rede, ebenso im später kodifizierten Allgemeinen Preußischen Landrecht (PrALR 1794), das das Unterpfand als „das dingliche Recht, welches jemandem auf eine fremde Sache zur Sicherheit seiner Forderung eingeräumt worden, und vermöge dessen er seine Befriedigung selbst aus der Substanz der Sache verlangen kann“ (I 20, § 1 APL) erklärte.
Das 1900 in Kraft getretene Bürgerliche Gesetzbuch (BGB) übernahm die aus dem römischen Recht stammenden Regelungen weitgehend und nahm für die Pfandrechte eine Einteilung vor.

## Parameter der Einteilung
Sie erfolgt
1. nach der Art der Bestellung
  1. Vertragspfandrecht (auch Faustpfandrecht genannt)
  2. kraft Gesetzes entstehendes Pfandrecht
  3. Pfändungspfandrecht
2. nach der Art seiner Publizität im Rechtsverkehr
  1. Faustpfandrecht (Publizität durch Besitz)
  2. Registerpfandrecht (Publizität durch ein Register mit öffentlichem Glauben)
3. nach der Art des verpfändeten Gegenstands
  1. Grundpfandrecht
  2. Fahrnispfandrecht (Recht an beweglichen Sachen)
  3. Pfandrecht an Rechten
4. nach der Verbundenheit mit dem zu sichernden Recht
  1. akzessorische Pfandrechte
  2. nicht-akzessorische Pfandrechte

Bei akzessorischen Pfandrechten hängen Entstehung, Übertragung und Fortbestand eines Pfandrechts von der Forderung ab. Nicht-akzessorische Pfandrechte werden in der Regel zur Sicherung einer Forderung bestellt. Bei ihnen fehlt aber eine vergleichbare sachenrechtliche Verknüpfung mit der Forderung; ihr Schicksal ist nur über einen schuldrechtlichen Vertrag (Sicherungsabrede) mit der Forderung verbunden.

## Österreichisches Recht
Das Pfandrecht ist – im Gegensatz zum „Vollrecht“ Eigentum – ein beschränkt dingliches Recht. Es sichert eine (schuldrechtliche) Forderung, z. B. aus Darlehen, durch eine Sache. Der Pfandgläubiger, also der Gläubiger der Forderung, zu dessen Gunsten das Pfandrecht begründet worden ist, hat das Recht, sich bei Nichterfüllung der gesicherten Forderung zum Fälligkeitszeitpunkt aus der Verwertung der Sache zu befriedigen. Im Insolvenzverfahren hat er gem. § 48 IO (Insolvenzordnung) ein Absonderungsrecht: Die Pfandsache wird aus der Insolvenzmasse ausgegliedert, somit der anteiligen Verwertung entzogen, und abgesondert (zugunsten des Pfandgläubigers) verwertet, sodass dieser bevorzugt befriedigt werden kann.
Das Pfandrecht kann rechtsgeschäftlich durch Verpfändung, richterlich durch Pfändung oder unmittelbar aus dem Gesetz entstehen.
Durch seine dingliche (sachenrechtliche) Qualität unterscheidet sich das Pfandrecht grundlegend von Bürgschaft und Schuldbeitritt. In beiden dieser Fälle wird bloß der Haftungsfonds durch Hinzunahme weiterer (möglicher) Schuldner erweitert; doch bei dieser personalen Sicherung kann es durchaus vorkommen, dass selbst der Bürge bzw. der Beitrittsschuldner zahlungsunfähig werden. Beim Pfandrecht haftet keine Person, sondern der Pfandgegenstand (und dies selbst im Insolvenzverfahren in voller Höhe).
Verpfändet werden können alle Sachen im Sinne des § 285 ABGB, also neben körperlichen Sachen auch Rechte. Beachte: Wird Geld verpfändet, darf es der Pfandgläubiger nicht gebrauchen, er muss es getrennt von seinem Geld aufbewahren (um Eigentumserwerb durch Vermischung zu verhindern) und muss genau dieselben Scheine und Münzen zurückgeben. Deswegen gibt es an Geld auch ein irreguläres Pfand (pignus irregulare). Dabei wird der Pfandgläubiger Eigentümer und darf das Geld verwenden und muss nur den gleichen Betrag zurückstellen. (Die Rechtsnatur ist noch strittig.) Bestandteile und Zubehör gelten im Zweifel als mitverpfändet.

### Grundprinzipien
- Akzessorietät: Das Pfandrecht besteht nur soweit, als eine zu sichernde Forderung besteht. Wurde die Forderung erfüllt, erlischt das Pfandrecht automatisch; es bedarf keines speziellen Modus; gibt z. B. der Faustpfandgläubiger (siehe unten) die Sache nach Erlöschen der Forderung nicht zurück, kann der Eigentümer, also der vormalige Pfandschuldner, mit der Eigentumsklage (§ 366 ABGB) auf Herausgabe seiner Sache klagen, ohne dass ihm der Pfandgläubiger ein Recht zur Innehabung – dieses hat der Pfandgläubiger beim aufrechten Pfandrecht – entgegenhalten kann. (Ausnahme vom Akzessorietätsprinzip: forderungsentkleidete Eigentümerhypothek).
- Recht an einer fremden Sache: Das Pfandrecht besteht grundsätzlich an einer fremden Sache (Ausnahme: forderungsbekleidete Eigentümerhypothek).
- Publizität: Das Pfandrecht muss (zum Zweck des Gläubigerschutzes) offenkundig werden (bewegliche Sachen: Faustpfandprinzip, unbewegliche Sachen: Grundbuchseintragung).
- Spezialität: Das Pfandrecht bezieht sich immer auf bestimmte Sachen. Es kann also nicht das Vermögen einer Person als solches verpfändet werden.
- Priorität: Die Reihenfolge der Befriedigung mehrerer Pfandgläubiger bestimmt sich nach deren Rang.
- Ungeteilte Pfandhaftung: Das Pfand haftet für die gesamte Forderung. Es haftet demgemäß solange, bis die gesamte Forderung erloschen ist. Damit soll unter anderem dem Schuldner der Anreiz gegeben werden, auch die Forderung im vollen Umfang zu erfüllen.

### Erwerb des Pfandrechts
- Titel und Modus: Wie jedes dingliche Recht bedarf es auch zur Begründung des Pfandrechts eines
  - Titels (z. B. Pfandbestellungsvertrag) und eines
  - Modus. Bei Letzterem wird – wie beim Eigentumserwerb – zwischen beweglichen und unbeweglichen Sachen unterschieden:
    - bewegliche Sachen: Für die Übergabe gilt das Faustpfandprinzip; der Pfandgläubiger muss die Sache innehaben, um das Pfandrecht aufrechtzuerhalten (Pfandsache darf sich nicht im Gewahrsam des Pfandschuldners befinden).
    - unbewegliche Sachen: Das Pfandrecht ist im Grundbuch einzutragen, womit eine Hypothek, also ein Pfandrecht an unbeweglichen Sachen, entsteht.

Neben dem soeben beschriebenen derivativen Erwerb ist auch der originäre Erwerb des Pfandrechtes nach § 456 ABGB möglich.

### Faustpfand
Im Gegensatz zum Erwerb von Eigentum kommt beim Pfandrechtserwerb eine Besitzübertragung durch Besitzkonstitut aus Publizitätsgründen nicht in Frage. Neben der körperlichen Übergabe ist jedoch die Übergabe kurzerhand ebenso möglich wie die Übergabe durch Besitzanweisung. Auch die Übergabe durch Zeichen (z. B. Schlüssel für Warenlager) ist – als subsidiäre Besitzübertragungsform, wenn körperliche Übergabe unmöglich oder untunlich ist – zulässig (§ 452 ABGB).

### Hypothek
Die Hypothek, auch Grundpfand genannt, ist ein Pfandrecht an einer unbeweglichen Sache, also einer Liegenschaft. Sie wird begründet durch Eintragung im Grundbuch, konkret im C-Blatt (Lastenblatt) der Grundbuchseinlage. Vor Eintragung benötigt das Grundbuchgericht einen Nachweis über den Bestand der zu sichernden Forderung. Da der Pfandgläubiger nicht realer Inhaber der Sache wird, was in der Praxis auch dem Sinn der Hypothek zuwiderlaufen würde, handelt es sich hier um ein besitzloses Pfand.
Besonderheiten ergeben sich bei folgenden Sonderformen der Hypothek:

#### Höchstbetragshypothek
Sie kommt insbesondere dann vor, wenn eine Bank einen Kreditrahmen gewährt, dafür aber pfandrechtliche Sicherheiten möchte. Bei ihr kommt es zur Einverleibung eines Pfandrechts bis zu einem bestimmten Betrag (Höchstbetrag). Bis zu diesem Betrag ist damit der Rang „verbraucht“ – unabhängig davon, ob tatsächlich eine Forderung bis zum Höchstbetrag besteht. 
Die Höchstbetragshypothek schwächt das Spezialitätsprinzip im Pfandrecht insofern ab, als das Pfandrecht nicht zur Sicherung einer bestimmten Forderung eingeräumt wird, sondern das Pfandrecht z. B. auch in Bezug auf künftige Forderungen eingeräumt werden kann – Voraussetzung ist allerdings, dass diese zumindest ausreichend bestimmbar sind (z. B. alle Forderungen aus einem bestimmten Rechtsgrund).
Eine Unterart der Höchstbetragshypothek ist die sog. „Kautionshypothek“, wobei eine Hypothek für künftige Schadenersatz- oder Gewährleistungsansprüche eingeräumt wird.

#### Simultanhypothek
Mehrere Liegenschaften haften ungeteilt für eine Forderung.
Der Pfandgläubiger hat also bei Verzug des Schuldners ein Wahlrecht, mit welcher Liegenschaft er sich befriedigen will – er kann auch mehrere Liegenschaften zum Teil in Anspruch nehmen.
Im Innenverhältnis ist jedoch ein Regressanspruch desjenigen, der in Anspruch genommen wurde, zu bejahen – bzw. haben jene Nachgläubiger, die durch die Verwertung „ihrer“ Liegenschaft nicht zum Zug gekommen sind, den Anspruch auf Einräumung einer Hypothek auf einer der „verbleibenden“ Liegenschaften.

#### Forderungsentkleidete Eigentümerhypothek
Wie oben dargelegt, ist das Pfandrecht grundsätzlich vom Bestehen der gesicherten Forderung abhängig. Eine Hypothek besteht jedoch solange, bis ihre grundbücherliche Löschung erfolgt ist. Ist nun die zu sichernde Forderung erloschen, so besteht die Hypothek bis zur Einverleibung der Löschung weiter. Damit hat der ehemalige Schuldner nun die Möglichkeit, den durch diese Hypothek erhaltenen Pfandrang zur Umschuldung zu nutzen. Er kann mit diesem Rang nun eine andere bzw. neue Forderung besichern.
Die Gefahr der forderungsentkleideten Eigentümerhypothek ist allerdings, dass in der Zwischenzeit ein gutgläubiger Erwerb der Hypothek aufgrund des Vertrauensgrundsatzes des Grundbuches möglich ist. Solange die Hypothek im Grundbuch eingetragen ist, kann ein gutgläubiger Dritter die Hypothek im Vertrauen auf den Grundbuchstand erwerben.
Um diese Gefahr zu umgehen, hat der Eigentümer der Liegenschaft die Möglichkeit, auf die freigewordene Pfandstelle mit der Löschung auch einen Rangvorbehalt im Grundbuch einverleiben zu lassen, der innerhalb von drei Jahren gültig ist und dem Eigentümer Zeit gibt, die Pfandstelle mit einer anderen Forderung zu belegen.
Ähnliche Zwecke verfolgt die mit einem Jahr befristete bedingte Pfandrechtseintragung.

### Verpfändung von Rechten
Auch Rechte, also unkörperliche Sachen, sind verpfändbar. Hier ist als Publizitätsakt der Schuldner von der Verpfändung zu verständigen oder ein Buchvermerk zu setzen.
Um die Verpfändung einer Forderung kann es sich auch beispielsweise bei der Verpfändung „eines Sparbuches“ handeln. Hier ist der Wert der körperlichen Sache irrelevant, weil geringst, es geht ausschließlich um die durch das Sparbuch verkörperte Forderung gegen die Bank.
Bei der Legalzession, also einer sich direkt aus dem Gesetz ergebenden Zession (z. B. zugunsten des Bürgen, der für den Schuldner einsteht), kommt es auch zu einer „automatischen“ Übertragung des Pfandrechts. Demgegenüber erfordert die Übertragung des Pfandrechts in Zusammenhang mit einer gewöhnlichen, also rechtsgeschäftlichen Zession einen entsprechenden Übertragungsakt (z. B. Übergabe).

### Alternativen
Alternativ zum Pfandrecht gibt es die Sicherungsübereignung bzw. die Sicherungszession. Eine andere Form der dinglichen Sicherung ist der Eigentumsvorbehalt.

## Schweizer Recht

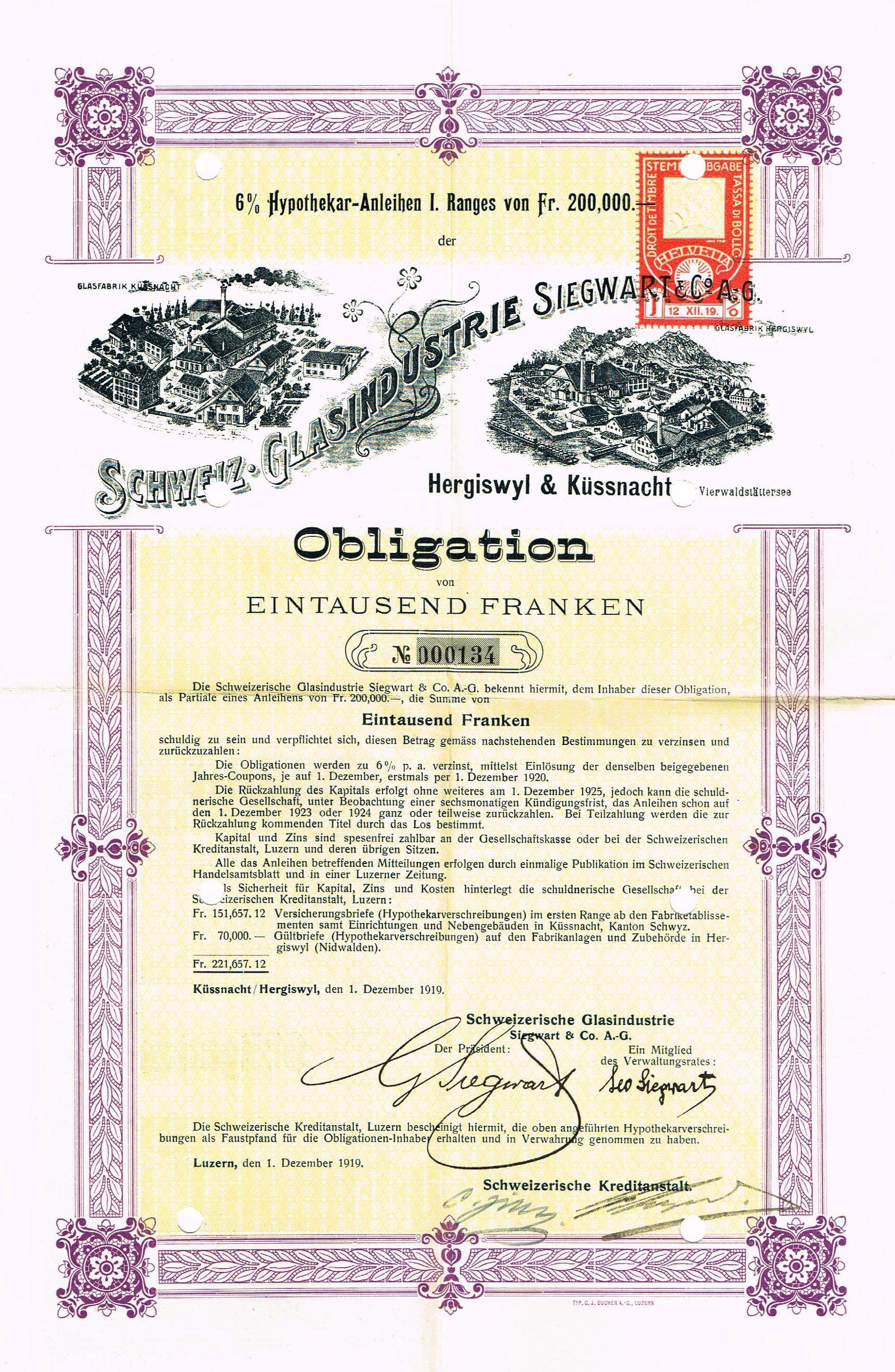
Auf dieser Obligation der Schweizerischen Glasindustrie Siegwart & Cie. AG vom 1919 wird aufgeführt, dass die Schweizer Kreditanstalt vom Schuldner Hypothekarverschreibungen als Faustpfand erhalten hat.

Das Pfandrecht ermöglicht u. a. eine Betreibung auf Pfandverwertung (Art. 151 ff. SchKG).
Im Konkurs gehören im Eigentum des Gemeinschuldners stehende Pfandgegenstände in die Konkursmasse (Art. 198 SchKG).
Ein besonderes Pfandrecht ist das Bauhandwerkerpfandrecht, das es Bauhandwerkern erlaubt, ihren Werklohn über ein Pfandrecht an dem Grundstück zu sichern, an dem sie ihre Arbeit verrichtet haben. Auch für Eisenbahnen und Schifffahrtsgesellschaften existiert ein spezielles Pfandrecht zu dem das Bundesamt für Verkehr ein Eisenbahnpfandbuch führt. Rechtsgrundlage hierfür ist das Bundesgesetz vom 25. September 1917 über Verpfändung und Zwangsliquidation von Eisenbahn- und Schifffahrtsunternehmungen (VZEG).